# Palaeopsylla nippon
Palaeopsylla nippon är en loppart som beskrevs av Jameson et Kumada 1953. Palaeopsylla nippon ingår i släktet Palaeopsylla och familjen mullvadsloppor. Inga underarter finns listade i Catalogue of Life.